# Simon-Auguste Tissot
Simon (även: Samuel) Auguste André David Tissot, född 20 mars 1728 i Grancy, död 13 juni 1797 i Lausanne, var en schweizisk läkare.
Tissot blev medicine doktor i Montpellier 1749, bosatte sig i Lausanne och förvärvade sig snart stort anseende som författare och som en av sin tids mest framstående praktiska läkare. Åren 1780-83 innehade han lärostolen i medicinsk klinik i Pavia. 
Som medicinsk skriftställare är Tissot mest anmärkningsvärd genom sina epidemiografiska arbeten och som en huvudrepresentant för den genom 1700-talets humanitetssträvanden framkallade populärt medicinska litteraturen. 
Stort uppseende väckte särskilt Tissots bok L'Onanisme ou dissertation physique sur les maladies produites par la masturbation (1760), vilken lanserade betydelsen av ordet onani i betydelsen masturbation. Av hans populära skrifter är några översatta till svenska. Hans samlade arbeten är utgivna i elva band.

## Övriga skrifter (i urval)
- Avis au peuple sur la santé (1761)
- Santé des gens de lettres (1766)
- Maladies des gens du monde (1770)